# Tot és possible
Tot és possible (originalment en anglès, Anything's Possible) és una pel·lícula de comèdia romàntica estatunidenca del 2022 dirigida per Billy Porter i escrita per Ximena García Lecuona.
La pel·lícula es va estrenar el 22 de juliol de 2022 a Prime Video, amb el doblatge en català. És considerada la primera pel·lícula Amazon Original en català.

## Argument
Khal (Abubakr Ali) és un adolescent que està estudiant el seu últim curs en un institut de Pittsburg, però encara no té clar què vol fer després i la seva família el pressiona per escollir una carrera de ciències. Immers en un mar de dubtes, Khal coneix a Kelsa (Eva Reign), una jove extravagant i sense complexos. Tots dos s'enamoren, però Kelsa és una noia trans i tenen pors del drama que el seu afer generarà a l'institut. Tot és possible és el relat d'aquests dos joves que es fan grans mentre s'enfronten als prejudicis del seu voltant i a les seves pròpies pors.

## Repartiment
- Eva Reign com a Kelsa
- Abubakr Ali com a Khal
- Renée Elise Goldsberry com a Selene
- Courtnee Carter com a Em
- Kelly Lamor Wilson com a Chris
- Grant Reynolds com a Otis
- Caroline Travers com a Molly
- Lav Raman com a Shivani
- Tordy Clark com a Minty Fresh